# إيثيل أكريليت
إيثيل أكريليت (بالإنجليزية: Ethyl acrylate) المعروف أيضاً باسم إيثيل إستر حمض بروبيونيك 2-، هو مركب عضوي مُسرطن صيغته الكيميائية هي C5H8O2، وهو سائل شديد التطاير، يستخدم في إنتاج البوليمرات. قابل للذوبان في معظم المذيبات العضوية وفي الماء أيضاً، لكن بكمية فليلة فقط. يتفاعل في الحالة الغازية مع جذور الهيدروكسيل، ذرات الكلور، والأوزون. التفاعل مع الأوزون يمكن أن يؤدي مثلاً إلى الفورمالديهايد (ألدهيد النملي) أو مركبات أخرى تحتوي نسب مهمة من الأوكسجين مثل إيثيل غليوكسيلات.